# Freak Out! (revista)
Freak Out! fue una revista peruana orientada al ámbito musical. Su primer número data de marzo de 2004 y su último (el 16), en abril de 2009. Su distribución comercial se realizaba en las ciudades de Lima, Arequipa, Cuzco y Trujillo. Su nombre se abrevia al de F.O.!

## Orígenes
La revista especializada en música Freak Out! nació por iniciativa del destacado crítico peruano, Hákim de Merv, a mediados de diciembre de 2003. 
De Merv había escrito reseñas y artículos para revistas musicales como Caleta (1995-2002), Sub (1997-2001), Prozac/Interzona (1998-1999) y 69 (2003-2009). 
Poco antes de aparecer el primer número de Freak Out!, de Merv fue retirado del equipo de la revista 69 por razones no aclaradas.
Entre diciembre de 2003 y enero de 2004 se llevaron a cabo algunas reuniones entre los futuros redactores y personal de la revista. En marzo de 2004 se publicó el primero número que incluía de regalo un disco de 7 pulgadas usado de artistas de diversos géneros, y en cuya carátula se hacía claro homenaje al álbum Freak Out! de The Mothers Of Invention. 

## Actualidad
La editorial del número 1 decía:

Para qué vamos a discutirlo. Afirmar que el primer número de Freak Out! equivale a la concreción de un sueño tan largamente acariciado como muchas veces postergado, a mucha gente le sonará a huachafería barata. Pero quién no es huachafo, y hasta cursi, cuando se deja arrastrar por un ideal romántico, porque eso, y no otra cosa, es invertir tiempo y billete en sacar adelante un proyecto de éste calibre, en una escena diminuta y débil como la nuestra. Para los firmantes, no obstante vale la pena el esfuerzo de, por fin, tener un espacio a través del cual escribir sobre las experiencias sónicas (eventualmente cinéfilas, eventualmente literarias) que nos han tocado el corazón y el cerebro de una u otra forma. [...] Allá quienes desperdiciaron su oportunidad. Nosotros aprovecharemos la que se nos presente. Si es para bien o para mal, eso lo dirá el futuro. Pero al menos, prometemos sacarnos la mierda en el intento. Aunque suene trillado, los árboles mueren de pie.
Editorial al No. 1

Una de las características sobresalientes del proyecto es la ausencia de director, pues sus contenidos son supervisados por un comité editorial que delega funciones a los coordinadores, quienes llevan a cabo su edición, impresión y distribución. La siguiente es la conformación de los coordinadores en cada número de Freak Out!
| nº o nº's    | Coordinador   | Coordinador         | Coordinador         | Coordinador  |
| ------------ | ------------- | ------------------- | ------------------- | ------------ |
| # 01 al # 02 | Hákim de Merv | Danny Calderón      |                     |              |
| # 03 al # 05 | Hákim de Merv | Danny Calderón      | Antonio De Saavedra |              |
| # 06         | Hákim de Merv | Antonio De Saavedra |                     |              |
| # 07         | Hákim de Merv | Antonio De Saavedra | Jonas García        |              |
| # 08         | Hákim de Merv | Jonas García        |                     |              |
| # 09 al # 12 | Hákim de Merv | Jonas García        | José Luis Ricse     |              |
| # 13 al # 14 | Jonas García  | José Luis Ricse     |                     |              |
| # 15         | Jonas García  | José Luis Ricse     | Danny Calderón      |              |
| # 16         | Jonas García  | José Luis Ricse     | Danny Calderón      | Jaime Alfaro |
A mediados de enero de 2006, luego de editarse el número 12 (diciembre de 2006), hubo serias discrepancias irreconciliables en la forma de coordinar y editar la revista, lo que conllevó a la salida de Hákim de Merv del equipo de Freak Out!. En la editorial del número 13 (abril de 2007) se puede leer lo siguiente:

Queremos hacer hincapié en agradecer a Hákim de Merv, al ser este el último número de F.O.! en que colaborara con su controvertido estilo. Por todo su apoyo, ganas, huevos y mentadas de madres que nos ha brindado para seguir adelante en esta cruzada de locos que es F.O.! y deseando que todos sus planes futuros terminen en buen puerto, nos despedimos de ti. Hasta pronto Rick Deckard.
Editorial al No. 13

Desde marzo de 2004 hasta diciembre de 2006 Freak Out! se editaba rigurosamente cada tres meses, siendo los meses de marzo, junio, septiembre y diciembre los elegidos para su edición. Sin embargo, desde el número 13 su publicación ha sido irregular, además de cambios dentro de la revista, como el tamaño de la edición, uso de otro tipo de letra y papel, renovado diseño gráfico, nuevas secciones y colaboradores, estreno de su blog oficial, etc.
La última edición de Freak Out!, el número 16, fue editada en abril del 2009, sin que se diera una explicación posterior por la cancelación de la misma.

## Contenido
En sus páginas se encuentran textos de renombrados críticos peruanos, tales como Alfonso González Vigil, Antonio De Saavedra (que también escribió bajo el seudónimo de Ramón Joaquín Rosas Villena), Alejandro Perea, Catherine Burgos, César Lau, Cristhian Manzanares "El Manza" (quien también escribió bajo el seudónimo de Cornholio), Daniel Aliaga, Erick Manchego, Eugenio Vidal, Fidel Gutiérrez, Francesca Lasarte, Hákim de Merv (que también escribió bajo el seudónimo de Rick Deckard), Humberto Escudero (quien siempre ha escribió bajo el seudónimo de Sergio Laredo), Jaime Alfaro, Jonas García, Jorge Luis Tineo, José Luis Ricse, Juan Cuesta, Luis Alvarado, Oliver Glave, Pepe Barreto, Ricardo Terukina, Sebastián Pimentel, Wilder Gonzáles Ágreda (quien también escribió bajo el seudónimo de Joaquín Oviedo), Yazmín Vizcarra, entre muchos otros más.
En lo estrictamente musical, cuando se publicaba un artículo o entrevista de algún artista, el personal de Freak Out! completaba la información con un dossier exhaustivo con reseñas a toda la discografía oficial (y en algunos casos la no oficial). En los últimos cuatro números estos dossiers están ausentes.
Aunque en sus páginas dominaban los artículos y reseñas musicales, también se pueden leer textos sobre cine (sección Freaky Films, dirigida por Mónica Delgado), anime y manga (sección Des-anime, dirigida por Alejandro Perea), reseñas a libros y revistas (sección F(r)eakciones), DVD (sección Sound + Vision), y rescate de artistas olvidados (sección Revolver: Cuando Giraba La Tuerca...).
Sus nuevas secciones, aparecidas en los números 13 y 14 fueron: Doble No Opuesto, My Freak Space Out!, y Audio + Video. En el número 15 aparece una nueva sección: Kiosko Freak.
La única sección inamovible desde el primer número hasta el último fue Zona De Promesas, cuyo cuerpo se conformaba por reseñas a discos recientemente editados. Comúnmente se dividía en tres partes: discos de rock anglosajón y de otras partes del orbe, rock latinoamericano y rock peruano.
En Freak Out! desde el número 2 aparecía un cómic en la contraportada, siendo el primero un cómic del reconocido artista Jesús Cossio parodiando al crítico musical Pedro Cornejo Guinassi. En los siguientes números (exceptuando en el número 5) aparecerían cómics de Hans R. Franco y Zetangas (seudónimo de Carlos García). Desde el número 9 hasta el número 16 se publicaba el cómic Baila Como Si Pudieras, a cargo de la artista Francesca Lasarte.

## Artículos y entrevistas destacados
- N.º 1 (marzo de 2004): "En El Desierto Habitan Los Ángeles... Mojave 3" por Helí Juárez, quien firma como El Ent (pp. 7-15). Con discografía completa.
- N.º 2 (junio de 2004): "Entrevista a Voz Propia: Nos Llegaban Al Pincho Tantas Cosas" por Fidel Gutiérrez y Antonio De Saavedra (pp. 12-20). Con discografía completa.
- N.º 3 (septiembre de 2004): "The Cure: The Loudest Sound" por Sebastián Pimentel (pp. 16-27). Con discografía y videografía completas.
- N.º 4 (diciembre de 2004): "Entrevista a Ciëlo: Odiamos A Los Músicos, Odiamos A Los Smiths" por Fidel Gutiérrez, Jaime Alfaro y Hákim de Merv (pp. 17-23). Con discografía completa.
- N.º 5 (marzo de 2005): "Soundtracks (Of Our Lives)" por Mónica Delgado (pp. 12-17). Con reseñas a los soundtracks más destacados desde Tommy (1975) a Kill Bill (2004).
- N.º 6 (junio de 2005): "Low: Sin Miedo A La Oscuridad" por Julio Marchena (pp. 21-28). Con discografía completa.
- N.º 7 (septiembre de 2005): "Yo La Tengo: Prisioneros Del Amor" por Hákim de Merv (pp. 16-24). Con discografía completa.
- N.º 8 (diciembre de 2005): "Paquidermo De Luxe. Luis Alberto Spinetta: Un Gigante En Lima" por Fidel Gutiérrez (pp. 10-11 y p. 49-51). Reseña al concierto ofrecido en Lima, el 25 de noviembre de 2005.
- N.º 9 (marzo de 2006): "Margo Guryan: Encantador Renacer" por José Luis Ricse (pp. 43-44).
- N.º 10 (junio de 2006): "Entrevista a Unidad Central. El Regreso de Los Temponautas" por César Lau y Hákim de Merv (pp. 15-17). Con discografía completa.
- N.º 11 (septiembre de 2006): "31 minutos: Que Sí, La Televisión Es Muy Mala, Que Nunca La Vimos Y Que Luego Sí Pero Después No" por Francesca Lasarte (pp. 18-19).
- N.º 12 (diciembre de 2006): "Entrevista a The Radio Dept.: Frecuencia sin modular" por Cornholio, Hákim de Merv, José Luis Ricse y Jonas García (pp. 8-10).
- N.º 13 (abril de 2007): "Entrevista a Manganzoides. Verano Reptil" por Sergio Laredo y Fidel Gutiérrez (pp. 19-23).
- N.º 14 (noviembre de 2007): "Entrevista a Cementerio Club. CC Enfrenta (Nuevamente) A La Cochina Realidad: Expedición Al Basurero" por Fidel Gutiérrez (pp. 8-13).
- N.º 15 (agosto de 2008): "Entrevista a Dolores Delirio: La Cosa Quedó Inconclusa Y Ahora Tenemos Que Continuarla" por Fidel Gutiérrez (pp. 12-16).
- N.º 16 (abril de 2009): "Entrevista a Asobi Seksu: El placentero enigma de tu sonido" por Daniel Aliaga, Fidel Gutiérrez y Cristhian Manzanares (pp. 10-11).

## Discos adjuntos aFreak Out!
En los números 1, 2, 3 y 12 no hubo discos adjuntos.
- N.º 4: Compilatorio Entresemana (Sponge Records-Discos Mary Celeste).
- N.º 5: Split La Vida Futura de Leni Vor y The Electric Butterflies (Superspace Records).
- N.º 6: EP de La Sonara Del Amparo Prodigioso (Sponge Records).
- N.º 7: Compilatorio Bonus Tracks: Septiembre ’05 (Internerds Recors).
- N.º 8: EP El Disco de El Paso (Dorog Records Net Label).
- N.º 9: Compilatorio Caminando Sobre Nubes (Superspace Records-Freak Out! Discos).
- N.º 10: Álbum 386 Demostage de Vavas (Internerds Recors).
- N.º 11: Compilatorio Nice Try, Sunshine (Plastilina Records).
- N.º 13: Compilatorio Música Para Chaccar (Dorog Records Net Label).
- N.º 14: Compilatorio No Hit Wonder (Internerds Recors).
- N.º 15: Álbum Estados Alterados De Armonía de Teleférico (independiente).
- N.º 16: Compilatorio DPod - Lo Mejor de Dorog Records 2008 (Dorog Records Net Label).